# Osman Meydancı
Osman Emin Meydancı (* 21. Februar 2005) ist ein türkischer Eishockeyspieler, der seit 2022 beim Zeytinburnu Belediye SK unter Vertrag steht, mit dessen Mannschaft er in der türkischen Superliga spielt.

## Karriere
Osman Meydancı begann seine Karriere als Eishockeyspieler in der Nachwuchsabteilung des Buz Korsanlari SK. 2020 wechselte er zum Buz Adamlar GSK, für den er in der Spielzeit 2021/22 in der türkischen Superliga debütierte und mit dem er auf Anhieb türkischer Meister wurde. Anschließend wechselte er zum Ligarivalen Zeytinburnu Belediye SK.

### International
Für die Türkei nahm Meydancı im Juniorenbereich in der Division III an den U18-Weltmeisterschaften 2022 und 2023, als der Aufstieg in die Division II gelang, sowie den U20-Weltmeisterschaften 2022, 2023 und 2024 teil. 
Mit der Herren-Nationalmannschaft spielte er erstmals bei der Weltmeisterschaft der Division II 2023, als er zum besten Spieler seiner Mannschaft gewählt wurde. Zudem vertrat er seine Farben bei der Olympiaqualifikation für die Winterspiele in Mailand 2026.

## Erfolge und Auszeichnungen
- 2022 Türkischer Meister mit dem Buz Adamlar GSK
- 2023 Aufstieg in die Division II, Gruppe B, bei der U18-Weltmeisterschaft der Division III, Gruppe A